# カジミール1世 (ポメラニア公)

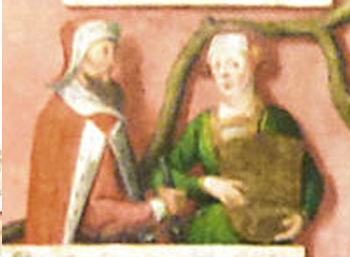
カジミール1世とその妃

カジミール1世（ドイツ語：Kasimir I., 1130年ごろ - 1180年11月/12月）またはカジミェシュ1世（ポーランド語：Kazimierz I）は、ポメラニア＝デミーン公（在位：1155/6年 - 1180年）。

## 生涯
カジミール1世はポメラニア公ヴァルティスラフ1世の息子である。1155年か1156年に叔父ラティボル1世が亡くなった後に、兄のボギスラフ1世と公領を共同統治した。
1164年のフェルヒェンの戦いにおいてザクセン公ハインリヒ獅子公の軍隊に敗北した後、カジミール1世は公領の一部（今日の西ポメラニア）に関してハインリヒ獅子公の臣下となった。また、デンマークの主権の下でヴォルガストの3分の1を与えられた。1168年、カジミール1世はハインリヒ獅子公に代わりボギスラフ1世とともにデーン人によるリューゲン島の征服に参加した。恐らくこの頃にツィルツィパーニ族の地を獲得した。
カジミール1世はハインリヒへ獅子公の忠誠を保ち続け、1178年から1180年にかけてハインリヒ獅子公の命令によりラウジッツとユーターボークへ3回の軍事遠征を行ったが、その過程でそれらの地は甚大な被害を受けた。たとえば、ウンターシュプレーヴァルトのニーンブルク修道院の領地では、かつては50あった村がポメラニア軍の侵入を受けてから、わずか7村しか残らなかった。ユーターボークは征服され、焼却された。ユーターボークの北部では、建設中であったツィンナ修道院が破壊され、修道院長が殺害された。1180年の晩秋に反撃が行われ、ブランデンブルク辺境伯オットー1世がデミーン城を包囲したため、おそらくアスカーニエン家の領土も荒廃したと思われる。カジミール1世はおそらくこれらの戦いで殺されたとみられ、その死は1180年11月から12月にかけてであったことが資料により確認される。
カジミール1世はブローダ修道院（1170年）およびベルブック修道院（1180年以前）の創設者であり、ダルグン修道院（1172/4年）の創建に大きな役割を果たし、1176/80年にはポメラニア司教区に広範な特権を与え、ポメラニア司教区はカミエンに移された。
カジミール1世は結婚していたが、その妃の名は不明である。同時代の歴史家サクソ・グラマティクスによると、カジミール1世には子供はいなかったという。